# Irving Langmuir
Irving Langmuir (Nova York, EUA, 1881 - Falmouth, 1957) fou un físic i químic estatunidenc guardonat amb el Premi Nobel de Química l'any 1932.

## Biografia
Va néixer el 31 de gener de 1881 a la ciutat de Nova York. Va estudiar física i química a la Universitat de Colúmbia, on es llicencià l'any 1903, i posteriorment a la Universitat de Göttingen, on es doctorà sota la supervisió de Walther Hermann Nernst l'any 1906. Des de l'any 1932 fins a la seva jubilació l'any 1950 fou director adjunt del laboratori de recerca de la General Electric Company.
Va morir el 16 d'agost de 1957 a la ciutat de Falmouth, situada a l'estat nord-americà de Massachusetts.

## Recerca científica
Va iniciar la seva recerca en el desenvolupament dels llums de tungstè, i descobrí l'alta lluminositat del filament d'aquest element químic envoltat d'un gas inert com l'argó. Aquest fou un pas molt important en el desenvolupament actual de la bombeta elèctrica.

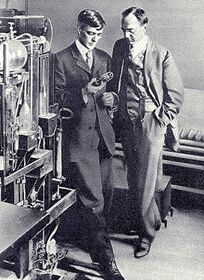
Irving Langmuir i Willis Rodney Whitney

Treballà així mateix en l'obtenció de buits extremants, ideant la bomba de condensació de mercuri, observant com els electrons emesos per un càtode incandescent en un recinte que es troba a pressió molt baixa es mantenen envoltant el càtode formant un núvol electrònic. Va poder comprovar com la càrrega negativa dels electrons impedia el flux de corrent elèctric, per la qual cosa inventà el radiotró i altres dispositius electrònics que, units al revestiment de tori dels filaments emissors, van contribuir a millorar la radiodifusió d'ona curta.
De les seves investigacions sobre la cinètica de les reaccions gasoses i, més especialment, de la velocitat d'absorció de les molècules dels gasos a baixes pressions, va deduir la isoterma d'absorció que duu el seu nom. Així mateix, treballà en l'aparell de descàrrega d'electrons i en la soldadura d'hidrogen atòmic.
El 1932, fou guardonat amb el Premi Nobel de Química per les seves investigacions en la química de superfície, en les que desenvolupava els estudis iniciats per Agnes Pockels.
Langmuir, juntament amb Gilbert Lewis, va desenvolupar una teoria sobre la interacció química i la valència basada en l'estructura de l'àtom, coneguda com a teoria de Langmuir-Lewis. La investigació de Langmuir en física de núvols el va conduir a l'estimulació artificial de la pluja.